# Pfaffstätten
Pfaffstätten is een gemeente in de Oostenrijkse deelstaat Neder-Oostenrijk, gelegen in het district Baden (BN). De gemeente heeft ongeveer 3000 inwoners.

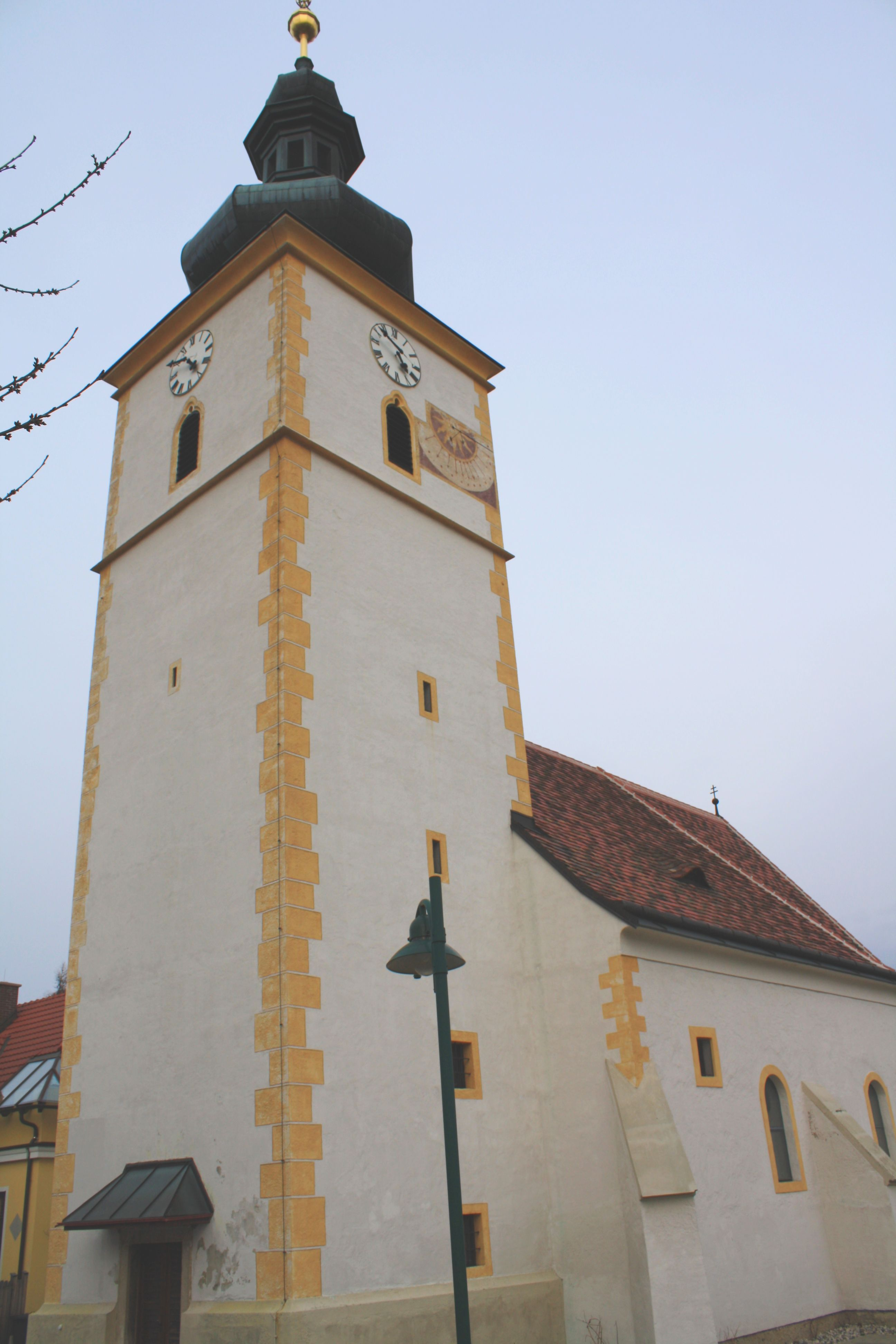
Kerk in Pfaffstätten
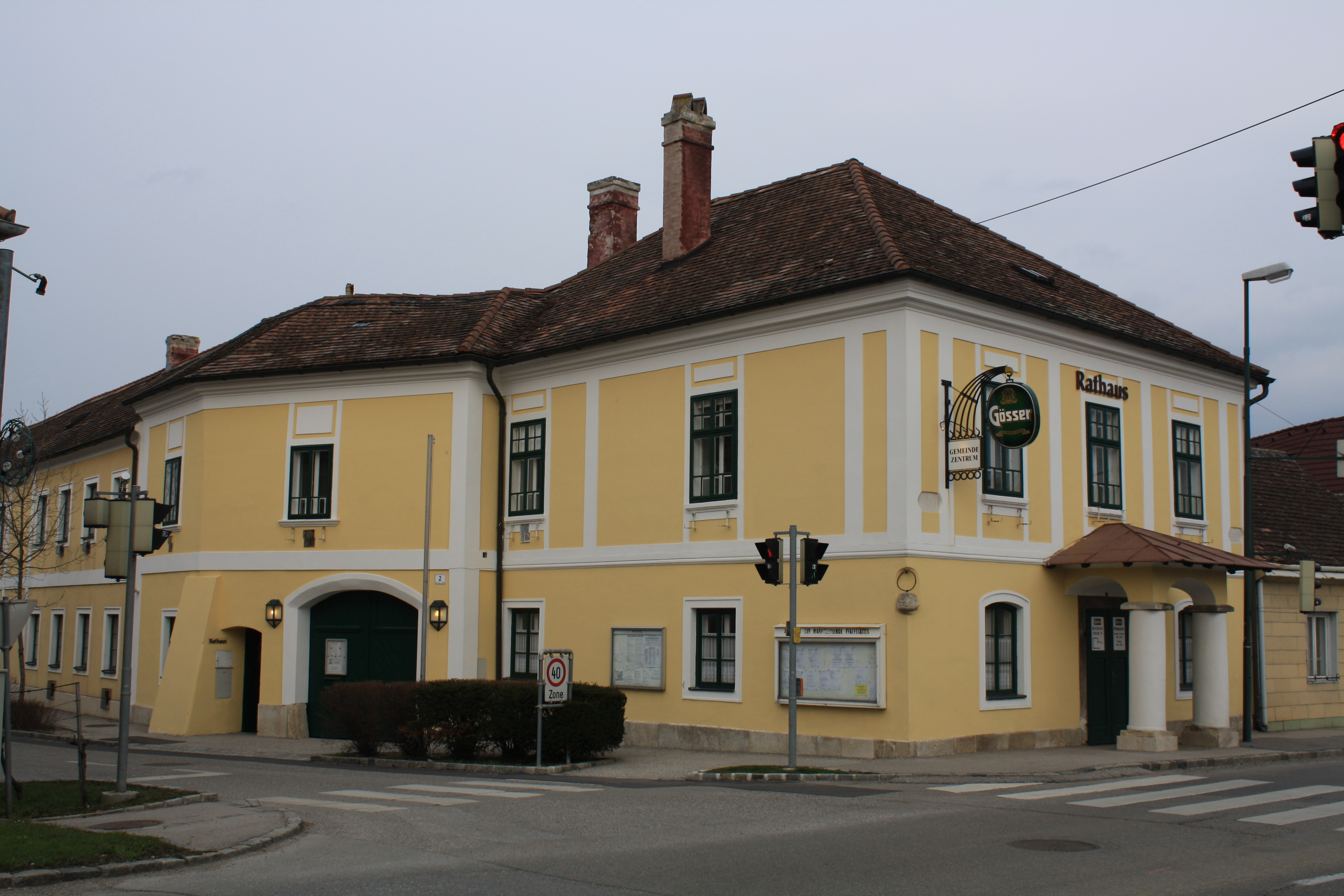
Raadhuis

## Geografie
Pfaffstätten heeft een oppervlakte van 7,81 km². Het ligt in het noordoosten van het land, in de buurt van de hoofdstad Wenen.

## Geboren in Pfaffstätten
- Johann Österreicher (22 januari 1936) componist, dirigent, organist, pianist en trombonist

Alland · Altenmarkt an der Triesting · Baden · Bad Vöslau · Berndorf · Blumau-Neurißhof · Ebreichsdorf · Enzesfeld-Lindabrunn · Furth an der Triesting · Günselsdorf · Heiligenkreuz · Hernstein · Hirtenberg · Klausen-Leopoldsdorf · Kottingbrunn · Leobersdorf · Mitterndorf an der Fischa · Oberwaltersdorf · Pfaffstätten · Pottendorf · Pottenstein · Reisenberg · Schönau an der Triesting · Seibersdorf · Sooß · Tattendorf · Teesdorf · Traiskirchen · Trumau · Weißenbach an der Triesting
- Gemeinsame Normdatei: 4569418-7
- MusicBrainz: ce97394b-58dc-4808-b128-207e9e241b14
- Virtual International Authority File: 235223034
- WorldCat: E39PBJc3GPdyRtP7FMhpcj3vpP